# Diabolik
A Diabolik egy olasz képregény-sorozat, amit Angela és Luciana Giussiani alkotott meg, 1962-ben. A cím a képregény főhősének neve is egyben. A képregény később alapjául szolgált egy rajzfilmsorozatnak, egy filmnek, egy élőszereplős sorozatnak, és egy videojátéknak is. A szerzők elmondták, hogy főleg a Fantomas nevű francia képregény-szereplő ihlette Diabolik karakterét.
Az első szám 1962 novemberében jelent meg, amit azóta már több, mint 800 szám követett. Eredetileg 120 oldalas zsebkönyv (11,5x16,9 cm) formátumban jelent meg, később nagyobb méretű és terjedelmű különszámok is kiadásra kerültek.

## Cselekmény
Maga Diabolik egy tolvaj, aki a gazdagoktól lop. Kiskorában egy titokzatos szigeten nőtt fel, bűnözők társaságában. Köztük kitanulta a harcművészetet és a bűnözés csínját-bínját. Szüleiről semmi nem derül ki, még Diabolik eredeti neve is ismeretlen. Később felfogadott maga mellé egy Eva Kant nevű nőt, akivel társak lettek, szerelem is van kettejük között. Nem szokta megölni az ártatlan embereket vagy a rendőrséget, de időnként van, hogy rávetemedik erre az aljas tettre. Különféle álarcai segítségével mindig álcázni tudja magát ellenfelei elől. Diabolik a főszereplő, de nem hős karakter, inkább antihős. Eredetileg teljesen gonosz volt, ám ez a jellem a franchise során "eltompult". A sorozat igazi főgonosza Ginko felügyelő, aki egy rendőr Diabolik városában. A franchise a kitalált Clerville városban játszódik, ám a képregény legelső kiadásában még Marseille-ben játszódtak az események.

## Szereplők
- Diabolik
- Eva Kant
- Ginko
- Altea di Vallenberg

## Helyszínek
- Clerville - egy kitalált ország
  - Ghenf - Clerville fővárosa

## Magyar kiadás

### Diabolik
2018-ban jelent meg a képregény első három - válogatott - kötete magyarul az Anagram Comics jóvoltából. Ezt később további számok követték.
| Szám | Cím                   | Megjelenés     | Eredeti szám                        | Eredeti megjelenés |
| --- | --------------------- | -------------- | ----------------------------------- | ------------------ |
| 1 | Rémület az óceánjárón | 2018. július   | Diabolik #594 - Terrore sul Karima  | 1996. augusztus    |
| Diabolik és Eva álruhában feljutnak egy óceánjáróra, ahol a nagy értékű ékszereket saját készítésű hamisítványokkal akarják kicserélni. Ám egy váratlan rablótámadás mindent felforgat, így a főszereplő páros a tolvajok keresésére indul.               |                       |                |                                     |                    |
| 2 | Mérgek szigete        | 2018. július   | Diabolik #606 - L'isola dei veleni  | 1997. augusztus    |
| A rendőri üldözés közben megsérült Diabolikot egy fiatal lány, Sonia Stern menti meg. 10 évvel később Sonia környezetvédelmi aktivistaként egy egzotikus szigeten száll szembe a korrupcióval. Egy tragikus esemény után Diabolik deríti ki az igazságot. |                       |                |                                     |                    |
| 3 | Szörnyek rejtekhelye  | 2018. július   | Diabolik #762 - Il covo degli orchi | 2010. augusztus    |
| Diabolikék ravasz ékszerrablási akciójuk során felrobbantanak egy üres épületet. A romok között szörnyű titokra derül fény, így a ház tulajdonosa után megkezdődik a hajsza. Ginko szintén nyomozásba kezd az ügy kapcsán.                                |                       |                |                                     |                    |
| 4 | A vérvörös gyöngy     | 2018. október  | Diabolik #677 - La perla rossa      | 2003. július       |
| Egy 600 éves műkincset sikerül a tenger fenekéről felhozni. A vele járó hatalom ígérete újabb bűncselekményre sarkallja megtalálóját. Diabolikéknek kell közbeavatkoznia.                                                                                 |                       |                |                                     |                    |
| 5 | Végzetes véletlen     | 2018. október  | Diabolik #675 - Killer per caso     | 2003. május        |
| Egy drogrehabilitációs központban történt gyilkosság után egy régi ismerős kér segítséget Evától és Diaboliktól az ügy felderítésére. A páros elvállalja az ügyet, ám egy fordulat mindent felülír.                                                       |                       |                |                                     |                    |
| 6 | A halál árnyékában    | 2018. december | Diabolik #569 - L'ombra della morte | 1994. július       |
| Egy vírus megfertőzi Diabolikot. Eva átadja szerelmét a rendőrségnek, hogy ezáltal rendes kórházi kezelést kapjon. Ginko a vírus kiindulási pontját próbálja kideríteni, az ellenszer megszerzésének reményében.                                          |                       |                |                                     |                    |
| 7 | Fekete mágia          | 2018. december | Diabolik #570 - Magia nera          | 1994. augusztus    |
| Egy sorozatgyilkos szedi áldozatait. Ginko megkezdi a gyilkos utáni keresést. A főszereplő páros pedig a legújabb ékszerrablási akciója során találkozik az üggyel.                                                                                       |                       |                |                                     |                    |
| 8 | Halálos ítéletek      | 2019. október  | Diabolik #797 - Sentenze di Morto   | 2013. július       |
| |                       |                |                                     |                    |
| 9 | Országúti csapda      | 2019. október  | Diabolik #803 - Trappola per topi   | 2014. január       |
| |                       |                |                                     |                    |
| 10 | Eva nyomában          | 2019. december | Diabolik #850 - Sulle tracce di Eva | 2017. december     |
| |                       |                |                                     |                    |

### Diabolik Extra
A Diabolik Extra kiadvány nagyobb méretben és terjedelemben jelenik meg. Az első szám 2019 májusában került kiadásra.
| Szám | Cím               | Megjelenés  | Eredeti szám | Eredeti megjelenés |
| ---- | ----------------- | ----------- | --- | ------------------ |
| 1    | Emlékek viharában | 2019. május | Diabolik #107 - Diabolik, chi Sei? (részlet) | 1963. március      |
| 1    | Emlékek viharában | 2019. május | Diabolik és Ginko fogságba kerül, ahol várakozás közben a címszereplő elmeséli felnőtté és bűnözővé válásának történetét.                            |                    |
| 1    | Emlékek viharában | 2019. május | Il Grande Diabolik #4 - Diabolik e Ginko: Tempesta di ricordi                                                                                        | 2000. július       |
| 1    | Emlékek viharában | 2019. május | Egy bűncselekmény felgöngyölítése során Ginko és Diabolik külön-külön, a saját szemszögéből osztja meg az egymással való megismerkedésük történetét. |                    |

## Adaptációk

### Rajzfilmsorozat
A rajzfilmsorozatot a Fox Kids vetítette Amerikában és Magyarországon is. Magyar bemutató ismeretlen. 1 évadot élt meg 40 epizóddal. Az USA-ban 2000. január 1-én indult a sorozat, és 2001-ben fejeződött be. A képregényeket és a filmet nem mutatták be hazánkban. Olaszországban szinte kultusz szimbólumnak számít Diabolik, viszont Magyarországon a Fox Kids megszűnésével szinte feledésbe merült. 2009-ben a népszerűbb konzolokra és platformokra videójáték is készült a franchise-ból.

### Film
- 1967-ben jelent meg egy Diabolik-ihlette paródiafilm, Dorellik jön! címmel, Steno rendezésében. A címszerepet Johnny Dorelli játszotta.
- 1968-ban mutatták be Mario Bava rendező Diabolik című olasz–francia kalandfilmjét, a címszerepben John Phillip Law-val. A további főszerepeket Marisa Mell és Michel Piccoli játszotta.
- 2021-ben mutatták be a Manetti fivérek által rendezett Diabolik című olasz akció krimit, melyben Luca Marinelli játszotta a címszereplőt. A további főszerepeket Miriam Leone és Valerio Mastandrea játszotta. A filmet Magyarországon a Cinemax mutatta be 2022-ben. Ugyanebben az évben jött ki a film folytatása is, melyben a címszerepet Marinelli helyett már Giacomo Gianniotti alakítja.

## Érdekességek
Létezik egy japán anime sorozat is, „Diabolik Lovers” címmel, viszont annak semmi köze az olasz Diabolik-hoz.